# 8992 Magnanimity
8992 Magnanimity eller 1980 TE7 är en asteroid i huvudbältet som upptäcktes den 14 oktober 1980 av Purple Mountain-observatoriet i Nanjing, Kina. Den är uppkallad efter det engelska ordet Magnanimity vilket betyder storsinthet.